# Rolladen Schneider Flugzeugbau
Die Rolladen Schneider Flugzeugbau GmbH war ein von Walther Schneider und Wolf Lemke gegründeter Segelflugzeughersteller. Seit dem Konkurs im Jahre 2003 werden einige Typen von der DG Flugzeugbau GmbH weiter produziert.

## Segelflugzeugtypen

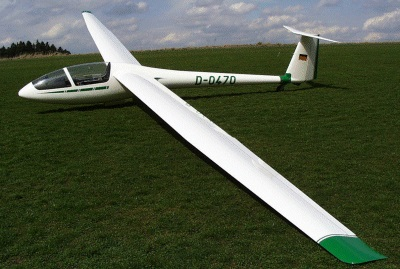
LS1c

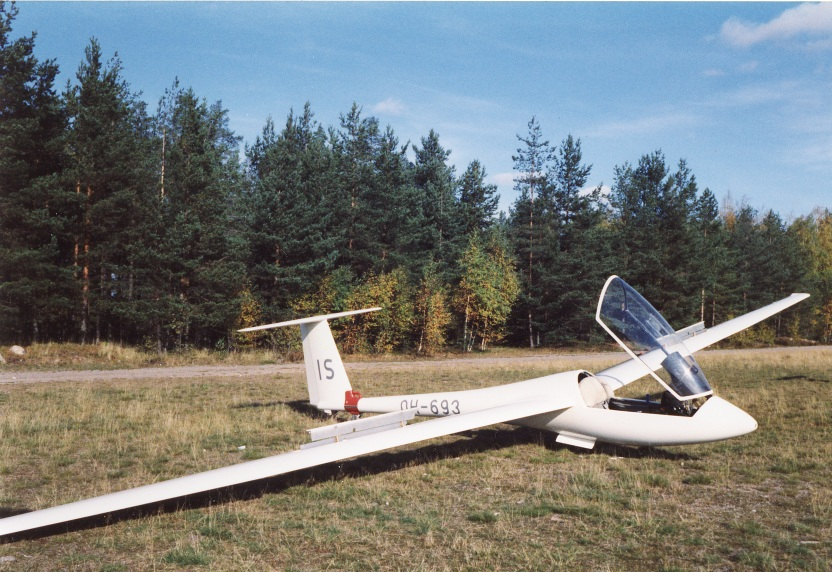
LS4-a

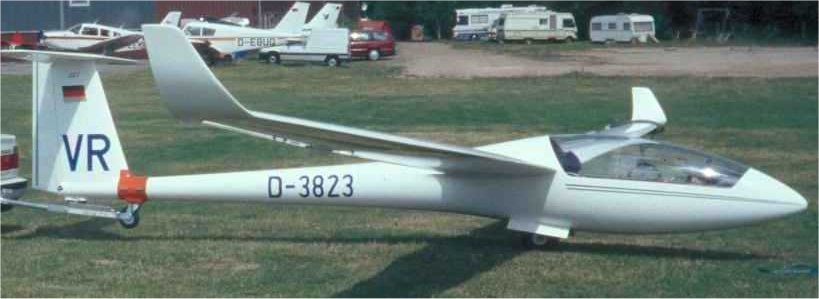
LS8-a mit 15 m

Das erste Flugzeug war 1968 die LS1, ein damaliges Standardklasseflugzeug mit 15 Metern Spannweite, die sehr erfolgreich auf Wettbewerben eingesetzt wurde. Helmut Reichmann wurde 1970 auf der LS1-c Weltmeister. Die LS2 wurde als Hochleistungssegelflugzeug nach den damaligen Regeln der Standard-Klasse mit Wölbklappen, aber ohne Bremsklappen konstruiert. Da man dieses Flugzeug jedoch wegen der anspruchsvollen Landeeigenschaften nicht verkaufen konnte, wurde das Rennklasseflugzeug LS3, mit 15-Meter- und mit 17-Meter-Ansteckflügel, sowie mit Wölbklappe konstruiert. Dieses spielte eine Vorreiterrolle der FAI-18-Meter-Klasse. Hiervon abgeleitet wurde für die Standardklasse die LS4, die sich zum Erfolgstyp entwickelte und von der über 1.000 Exemplare gebaut wurden. Die LS5, ein Einsitzer für die Offene Klasse mit 23 Metern Spannweite ging nicht in Serie. Der Prototyp fliegt allerdings noch. Die LS6 war das nächste Rennklasseflugzeug. Es wurde auch mit 15 und 18 Metern Spannweite angeboten.
Die LS7 für die Standardklasse wurde sehr bald durch die von der LS6 abgeleitete LS8 ersetzt, nachdem sie nicht die errechneten Leistungen brachte. Die LS8, ein ebenfalls in mehreren hundert Stück produziertes Flugzeug, wurde in einer 15 Meter- und einer 18-Meter-Version, sowie auch mit Hilfsmotor angeboten. Die LS9 ist ein eigenstartfähiges Segelflugzeug mit Hilfsmotor, das den geräumigen, hinter dem Piloten ein wenig aufgedickten Rumpf der LS4 und den 18-Meter-Flügel der LS6 erhielt. Von ihr wurden zehn Stück gebaut. Die LS10 war die letzte Entwicklung von Rolladen Schneider. Sie war das erste Flugzeug, welches zum größten Teil von Wolf Lemkes Nachfolger Werner Scholz (auch genannt „Micro“) konstruiert wurde. Sie ist wiederum ein Flugzeug mit Wölbklappe mit 15 oder 18 Metern Spannweite. Obwohl LS eigentlich für Lemke-Schneider steht, wurde die Bezeichnung auch für die LS10 beibehalten, vermutlich aus marketingtechnischen Überlegungen.
Rolladen Schneider war eine der ersten Firmen, die den sogenannten Röger-Haken serienmäßig einbaute, weiterhin eine der wenigen Firmen, die jedes Einzelteil ihrer Flugzeuge ausschließlich im eigenen Unternehmen produzierte.
Die LS4 und die LS6 sollten bei AMS-Flight in Slowenien weitergebaut werden, es entstanden aber nur zwei LS4b. Die LS10 wurde und die leicht veränderte LS8-neo wird von DG Flugzeugbau GmbH fortgeführt. Als LS11 wird ein von der Akaflieg Köln gebauter Doppelsitzer auf Basis von Komponenten anderer LS-Typen bezeichnet.

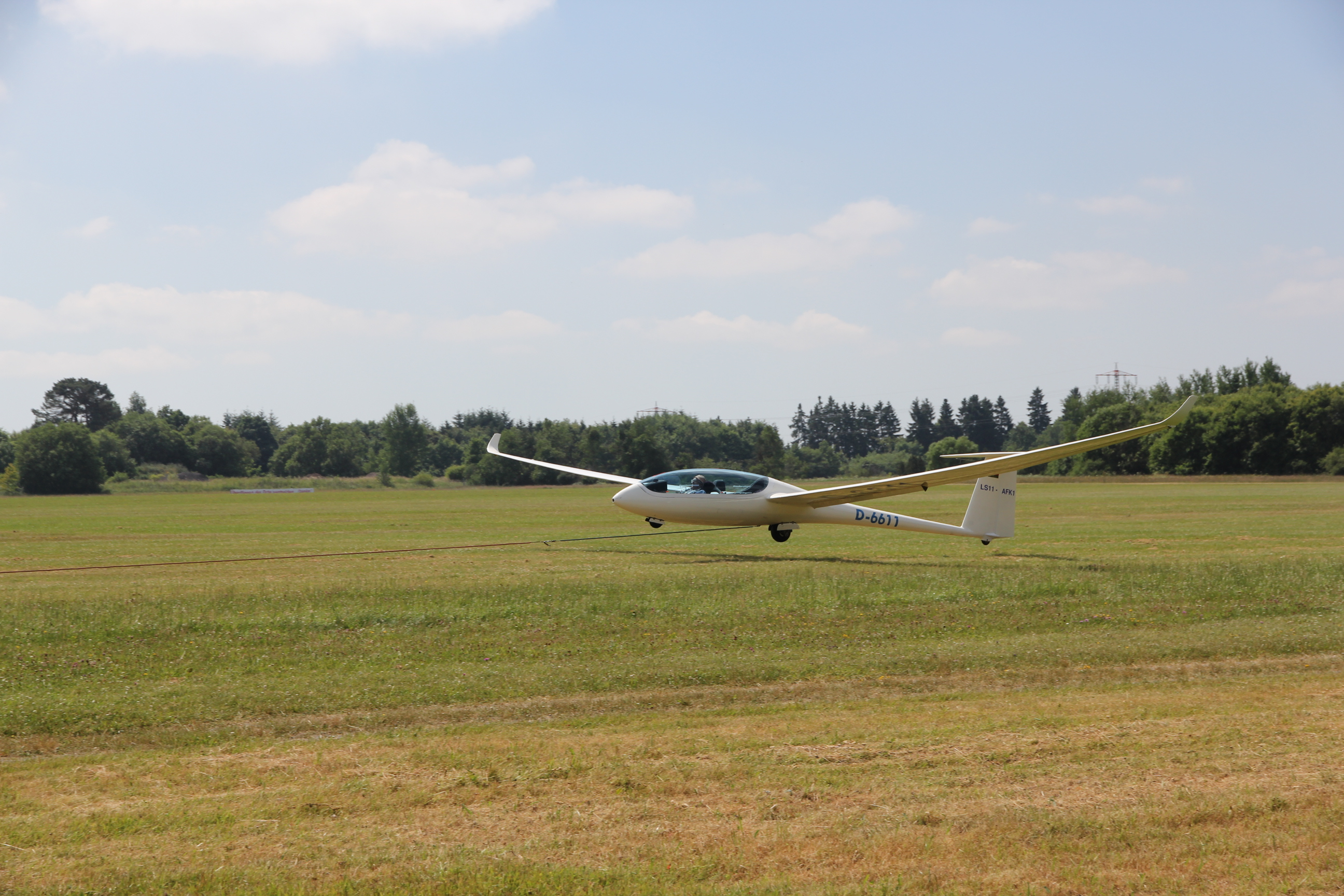
LS11-AFK1